# Bound for Glory 2012
Bound for Glory 2012 è stata l'ottava edizione del pay-per-view prodotto dalla federazione Total Nonstop Action Wrestling (TNA). L'evento si è svolto il 14 ottobre 2012 presso la Grand Canyon University Arena di Phoenix in Arizona.

## Evento
Nella stessa serata ha avuto luogo la cerimonia per l'inserimento di Sting nella TNA Hall of Fame, l'istituzione del wrestling professionistico dedicato ai lottatori che sono ricordati come i migliori nella storia di Impact Wrestling.

## Risultati
| # | Match | Stipulazioni | Durata |
| - | --- | --- | ------ |
| 1 | Rob Van Dam ha sconfitto Zema Ion (c) | Single match per il titolo TNA X Division Championship                                                          | 8:04   |
| 2 | Samoa Joe (c) ha sconfitto Magnus | Single match per il titolo TNA Television Championship                                                          | 9:15   |
| 3 | James Storm ha sconfitto Bobby Roode | Street Fight match con King Mo come special guest enforcer.                                                     | 17:35  |
| 4 | Joey Ryan ha sconfitto Al Snow | Single match. Ryan vincendo ha ottenuto un contratto con la TNA.                                                | 8:32   |
| 5 | Chavo Guerrero e Hernandez hanno sconfitto A.J. Styles e Kurt Angle e The World Tag Team Champions of the World (Christopher Daniels e Kazarian) (c) | Three-way tag team match per i titoli TNA World Tag Team Championship                                           | 15:39  |
| 6 | Tara ha sconfitto Miss Tessmacher (c) | Single match per il titolo TNA Women's Knockout Championship                                                    | 6:21   |
| 7 | Aces & Eights (D.O.C. e Knux) hanno sconfitto Sting e Bully Ray                                                                                      | No Disqualification tag team match. Vincendo, gli Aces & Eights hanno ottenuto il pieno accesso all'Impact Zone | 10:51  |
| 8 | Jeff Hardy ha sconfitto Austin Aries (c) | Single match per il titolo TNA World Heavyweight Championship                                                   | 23:03  |
|   | (c) = campione in carica al momento dell'inizio del match                                                                                            | |        |